# Liturg
Liturg bzw. Liturgin, vereinzelt auch Liturge (von altgriechisch λειτουργός leiturgós ‚öffentlicher Diener‘, aus λαός/λεώς/λειτός laós/leōs/leitós ‚Volk‘, ‚Volksmenge‘ und ἔργον érgon ‚Werk‘, ‚Dienst‘) ist im christlichen Gottesdienst eine Bezeichnung für die verantwortliche Person, die die Liturgie leitet. Diese Person kann, muss aber nicht unterschieden sein zu Personen, die andere Funktionen übernehmen z. B. Spendung der Sakramente, Predigt oder Weihehandlungen.
Der Liturg muss nicht immer ein Geistlicher sein, dieses Amt kann auch von Laien aus der Gemeindemitte ausgeübt werden. Neben dem Leiter werden vereinzelt auch die Mitwirkenden eines Gottesdienstes als Liturgen bezeichnet, etwa Kantor oder Chor, wo es um die gesungenen Stücke der Liturgie geht.

## Römisch-Katholisch
Der Katechismus der Katholischen Kirche (Nr. 1188) führt aus: „In einer Liturgiefeier ist die ganze Gemeinde 'Liturge', ein jeder gemäß seiner Aufgabe. Das Priestertum der Getauften ist das Priestertum des ganzen Leibes Christi. Einzelne Gläubige empfangen das Sakrament der Weihe, um Christus als das Haupt des Leibes zu vergegenwärtigen.“
In der römisch-katholischen Liturgiewissenschaft wird der Begriff „Liturg“ nur selten gebraucht. Man bezeichnet den liturgischen Dienst des Vorsitzes beim Gottesdienst gewöhnlich als „Vorsteher“ oder „Leitung“. Generell ist zum liturgischen Vorsteherdienst eine Bevollmächtigung durch die Kirche erforderlich. Diese erfolgt in gestufter Form als Ordination oder Weihe, als Institution (Beauftragung) oder als einfache Bestellung, auch einmalig. Die Leitung der sakramentalen Gottesdienste ist Ordinierten (Bischof, Priester oder Diakon) vorbehalten, die dann Zelebrant genannt werden. Andere gottesdienstliche Feiern können auch von dazu beauftragten Laien geleitet werden.

## Altkatholisch
Auch im alt-katholischen Sprachgebrauch kommt der Begriff selten vor. Zwar hat in der Regel der Leiter des Gottesdienstes (im Gesangbuch Eingestimmt zumeist als P. bezeichnet) die Funktion eines Liturgen inne, doch kann dies der Bischof, ein Priester oder ein Diakon oder ein nicht ordiniertes Mitglied der Gemeinde sein. Letzteres ist beim Stundengebet oder der Wort-Gottes-Feier, dem Sonntagsgottesdienst ohne Priester der Fall. Häufig werden im allgemeinen Sprachgebrauch der altkatholischen Kirche auch die Ministranten, Lektoren und der Kantor als Liturgen bezeichnet.

## Evangelisch
Liturg bzw. Liturgin (abgekürzt: L) ist die Bezeichnung des Evangelischen Gottesdienstbuchs für eine Person, die den Gottesdienst leitet.
In der EKD gibt es einen Grundbestand an haupt- und nebenamtlichen Diensten. „Pfarrer / Pfarrerin … haben die Aufgaben des Liturgen oder der Liturgin im Gottesdienst.“ Ihre Amtstracht (Talar oder Albe mit Stola) ist sichtbares Zeichen für die Beauftragung zur öffentlichen Wortverkündigung (=Predigt) und Sakramentsverwaltung (=Spendung von Taufe und Abendmahl). Ihre Leitungsaufgabe im Gottesdienst ist im Sinne von „Regie und Planung“ zu verstehen. Zum Arbeitsfeld von Diakonen und Diakoninnen bzw. Gemeindepädagogen und Gemeindepädagoginnen kann auch die Leitungsfunktion als Liturg / Liturgin gehören.